# 아리사룸속
아리사룸속(Arisarum屬, 학명: Arisarum 아리사룸[*])은 천남성아과의 단형 족인 아리사룸족(Arisarum族, 학명: Arisareae 아리사레아이[*])에 속하는 유일한 속이다.

## 하위 분류
- 아리사룸(A. vulgare O.Targ.Tozz.)
- A. × aspergillum Dunal
- A. proboscideum (L.) Savi
- A. simorrhinum Durieu